# Callum Ilott
Callum Ilott (Cambridge, 11 november 1998) is een Brits autocoureur. In 2015 was hij lid van het Red Bull Junior Team, het opleidingsteam van het Formule 1-team Red Bull Racing, en sinds 2017 is hij lid van de Ferrari Driver Academy, het opleidingsteam van Ferrari.

## Carrière
Ilott begon zijn autosportcarrière in het karting in 2008, waarbij hij begon in het Super 1 National Honda Cadet Championship. In 2009 eindigde hij als vierde in dat kampioenschap. In 2010 eindigde hij als derde in de Copa Campeones Trophy Cadet en als zesde in de Formula Kart Stars MSA Cadet. In 2011 won hij de KF3-klasse van de Formula Kart Stars en werd derde in het Duitse Junior Kart-kampioenschap. Ook nam hij deel aan de CIK-FIA World Cup, die hij als 26e afsloot. In 2012 won hij de WSK Master Series en de WSK Final Cup en eindigde als tweede in de CIK-FIA World Cup en de WSK Euro Series.
In 2013 stapte Ilott over naar de KF2-klasse en won ook hier de WSK Final Cup. Ook werd hij vierde in het Italiaanse kampioenschap, zevende in de WSK Super Master Series, veertiende in de WSK Euro Series en vijftiende in het Europese kampioenschap. In 2014 won hij het Europese kampioenschap en de WSK Super Master Series en eindigde als derde in de WSK Champions Cup en vierde in het wereldkampioenschap.
In 2015 maakte Ilott zijn debuut in het formuleracing in de Toyota Racing Series in Nieuw-Zeeland. Hij behaalde driemaal een vierde plaats, maar was in de overige races niet constant genoeg, waardoor hij zestiende werd in het kampioenschap met 358 punten. 

### Formule 3
Aansluitend op de Toyota Racing Series maakte hij dat jaar zijn Formule 3-debuut in het Europees Formule 3-kampioenschap voor het team Carlin als lid van het Red Bull Junior Team. Ook hier kende hij een moeilijk seizoen, maar tegen het einde van het jaar behaalde hij betere resultaten, met een podiumplaats op de Nürburgring als hoogtepunt. Mede hierdoor werd hij twaalfde in de eindstand met 65,5 punten.
In 2016 bleef Ilott actief in de Europese Formule 3, maar stapte over naar het team Van Amersfoort Racing. Ook zat hij niet meer in het Red Bull Junior Team. Hij won zijn eerste race tijdens het openingsweekend op het Circuit Paul Ricard en behaalde een tweede zege op de Red Bull Ring. Met vier andere podiumplaatsen verbeterde hij zichzelf naar de zesde plaats in het klassement met 226 punten.
In 2017 maakte Ilott binnen de Europese Formule 3 de overstap naar het Prema Powerteam. Hij won zes races op Silverstone, het Autodromo Nazionale Monza, de Hungaroring, het Circuit Park Zandvoort, de Red Bull Ring en de Hockenheimring en werd achter Lando Norris, Joel Eriksson en Maximilian Günther vierde in de eindstand met 344 punten. Daarnaast maakte hij dat jaar zijn debuut in de Formule 2 als vervanger van Raffaele Marciello bij het team Trident tijdens zijn thuisrace op Silverstone en eindigde de races als negentiende en veertiende. Aan het eind van het seizoen werd hij opgenomen in de Ferrari Driver Academy.

### GP3 Series
In 2018 stapte Ilott over naar de GP3 Series, waarin hij uitkwam voor het team ART Grand Prix. Hij won tijdens het seizoen twee races op het Circuit Paul Ricard en de Red Bull Ring. Met 167 punten eindigde hij achter teamgenoten Anthoine Hubert en Nikita Mazepin als derde in het klassement. Aan het eind van het seizoen nam hij deel aan de Grand Prix van Macau en werd zevende in de race.

### Formule 2
In 2019 maakte Ilott zijn fulltime debuut in de Formule 2 als coureur bij het Sauber Junior Team by Charouz. Hij behaalde twee podiumplaatsen op het Circuit de Barcelona-Catalunya en het Sochi Autodrom en vertrok op het Autodromo Nazionale Monza vanaf pole position. Met 74 punten werd hij elfde in de eindstand.
In 2020 bleef Ilott actief in de Formule 2, maar nu bij het team UNI-Virtuosi Racing. Hij won de seizoensopener op de Red Bull Ring en boekte eveneens zeges op Silverstone en Monza. Gedurende het seizoen behaalde hij vijf pole positions, meer dan elke andere coureur, en stond hij in nog drie andere races op het podium. Met 201 punten eindigde hij achter Mick Schumacher als tweede in het klassement.

### Formule 1
Op 9 oktober 2020 zou Ilott zijn debuut maken tijdens een Formule 1-weekeinde in de eerste vrije training van de GP van de Eifel in een Haas in plaats van Romain Grosjean. Door de slechte weersomstandigheden werd de eerste vrije training afgelast en heeft Ilott niet kunnen rijden. In 2021 is bevestigd dat Ilott reserverijder gaat worden met Robert Kubica bij Alfa Romeo-Ferrari. Op 30 april 2021 maakte hij dan toch zijn debuut in een Formule 1-auto tijdens de eerste vrije training van de GP van Portugal.